# Lastbilshytt
För andra betydelser, se Hytt.

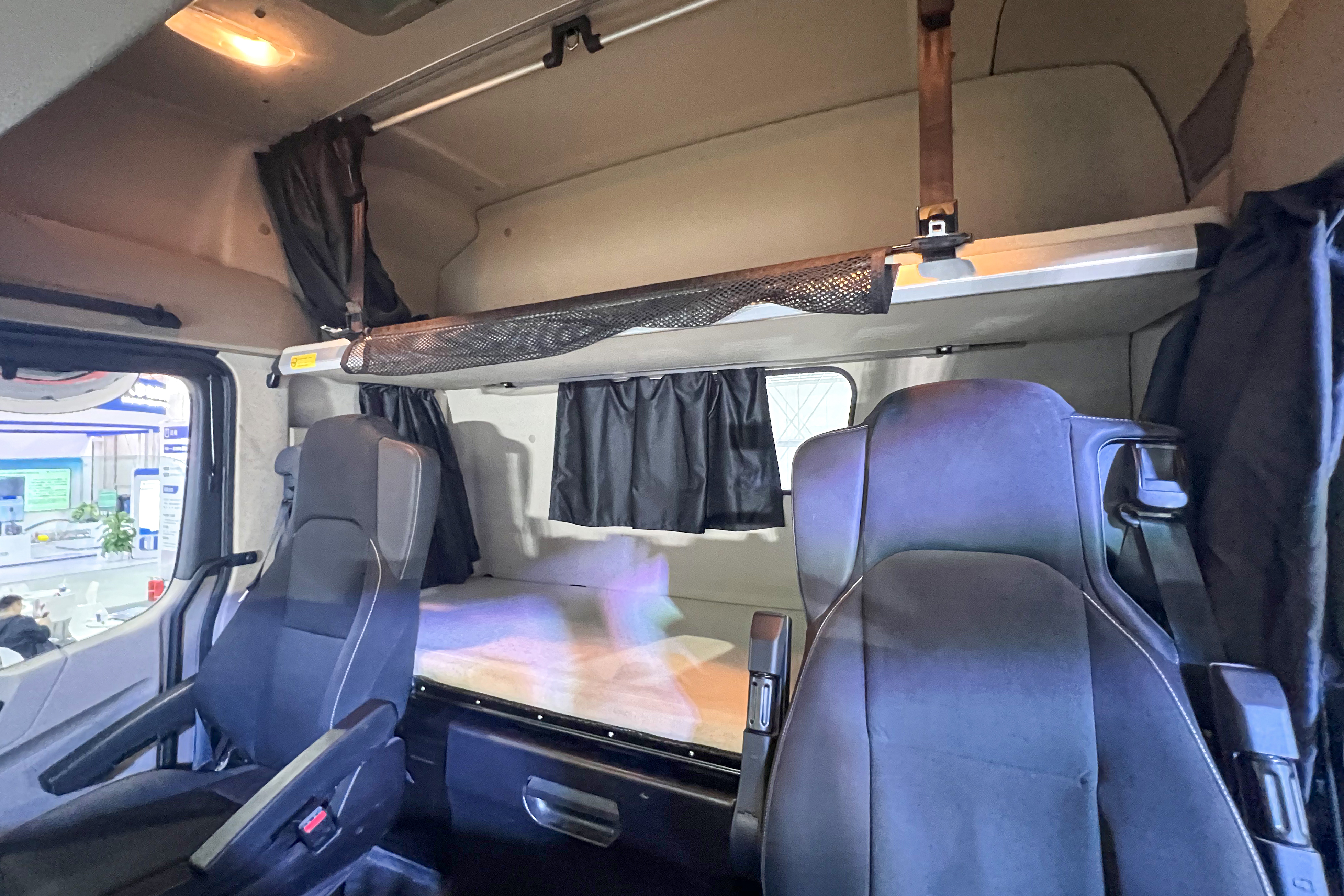
Hytten i en Mercedes-Benz Actros C 2658.

En lastbilshytt, också kallat förarhytt eller bara hytt, är ett litet utrymme där föraren av en lastbil, traktor eller färja sitter. Hytten skyddar mot väder och vind.